# Arbory (Parish)

Arbory Parish, Isle of Man

Arbory (Manx: Cairbre) ist ein Parish auf der Isle of Man. Der Verwaltungsdistrikt liegt im Süden der Insel im Sheading von Rushen. Das Parish hat 1847 Einwohner (Stand 2016).
Im Norden ist Patrick, im Osten Malew. Im Südosten liegt die selbst verwaltete Stadt Castletown. Südlich des Parish ist die Irische See und im Westen ist Rushen. Siedlungen im Parish sind Ballabeg, Colby und Ronague.
Das Arbory Parish ist Teil des Wahlkreises Arbory, Castletown & Malew, das zwei Abgeordnete für das House of Keys wählt. Vor 2016 war es im Wahlkreis Rushen.
Das Parish wird verwaltet durch eine Gruppe von Commissionern. Aktueller Kapitän des Parish ist seit 1998 Cecil Raymond Gawne.